# 1565
1565 (MDLXV) je bilo navadno leto, ki se je po julijanskem koledarju začelo na ponedeljek.

## Dogodki
- Ruski car Ivan Grozni uvede opričnino (ukinjena 1572)

## Rojstva
- 2. april - Cornelis de Houtman, nizozemski raziskovalec in pomorščak († 1599)
- 6. oktober - Marie de Gournay, francoska pisateljica, esejistka in feministka († 1645)

## Smrti
- 9. december - Pij IV., papež (* 1499)